# Tenting

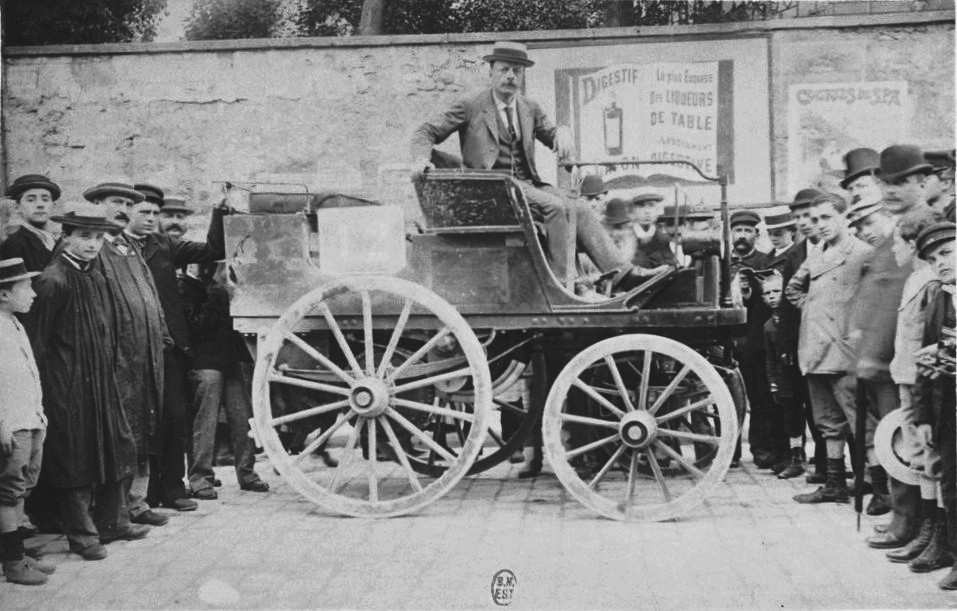
Tenting 4 CV (Paris–Rouen 1894, Tenting Nt. 12)

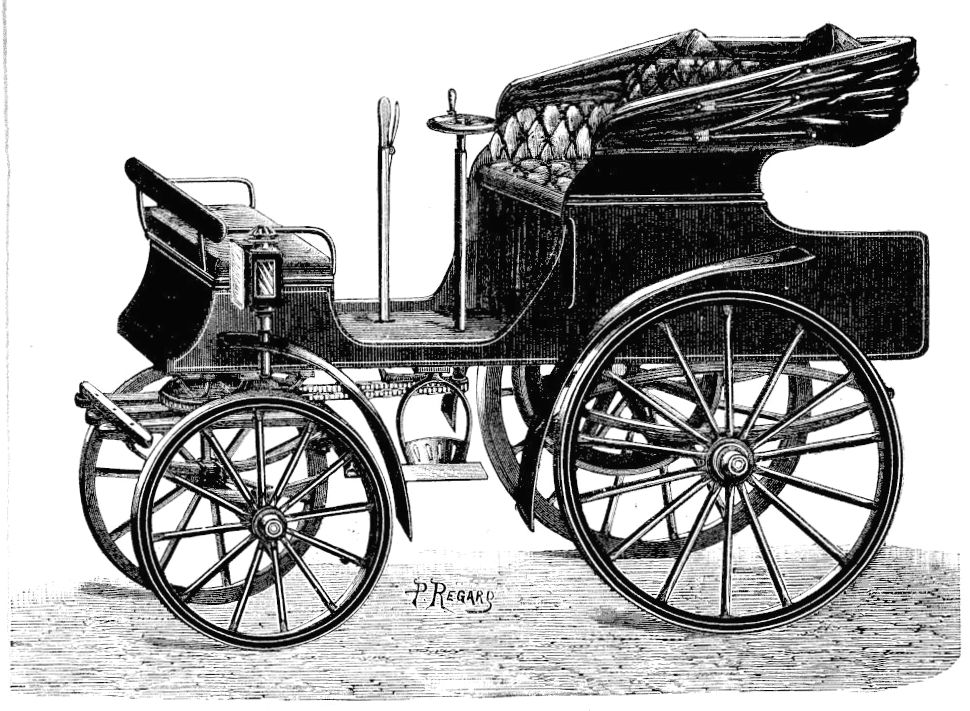
Tenting 4 CV (1895)

Die Société Nationale de Construction de Moteurs H. Tenting war ein französischer Hersteller von Automobilen und Motoren.

## Unternehmensgeschichte
Das Unternehmen wurde 1884 in Boulogne-Billancourt zur Motorenproduktion gegründet. 1891 begann die Produktion von Automobilen, die im Februar 1899 endete. Der Markenname lautete Tenting. Es ist nicht bekannt, wann das Unternehmen aufgelöst wurde.

## Fahrzeuge
Das erste Modell verfügte über einen Zweizylindermotor mit 4 PS Leistung. Der Motor war im Heck montiert. Besonderheit war das Friktions- bzw. Reibradgetriebe. Der Motor hatte eine Drehzahl von 250/min, die Zündung wurde mittels Glührohr realisiert; die Zirkulation der Wasserkühlung war schwerkraftgetrieben.
Ab 1896 fanden V2-Motoren Verwendung. Fahrzeuge nahmen 1894 am Autorennen Paris–Rouen und 1896 an den Autorennen Paris–Nantes–Paris und Paris–Marseille–Paris teil. Der Bruch einer Fahrwerksfeder während eines Vorlaufs verhinderte die Teilnahme H. Tentings am Hauptrennen Paris–Rouen 1894.
1898 entstand ein Omnibus mit einem Vierzylindermotor und 16 PS Leistung, der 36 Sitze hatte.